# LCFS
Em Ciência da Computação, LCFS  (acrônimo do inglês: Last Come First Served, transl.: Último a chegar, primeiro a ser servido) é uma estratégia de escalonamento baseada no conceito de atender primeiramente as últimas tarefas que chegaram ao escalonador. Normalmente não há preempção, ou seja, assim que uma tarefa está pronta para ser executada, ela ainda assim terá de esperar pela tarefa que está sendo executada no momento.
A estratégia LCFS é útil para dar preferências a tarefas pequenas, as quais finalizam rapidamente suas tarefas e voltam para a fila de tarefas aptas a serem executadas. Porém o tempo de troca de contexto deve ser levado em conta, caso contrário poderá invalidar a vantagem desta estratégia.